# Panihati
Panihati è una suddivisione dell'India, classificata come municipality, di 348.379 abitanti, situata nel distretto dei 24 Pargana Nord, nello stato federato del Bengala Occidentale. In base al numero di abitanti la città rientra nella classe I (da 100.000 persone in su).

## Geografia fisica
La città è situata a 22° 41' 39 N e 88° 22' 28 E e ha un'altitudine di 12 m s.l.m..

## Società

### Evoluzione demografica
Al censimento del 2001 la popolazione di Panihati assommava a 348.379 persone, delle quali 180.068 maschi e 168.311 femmine. I bambini di età inferiore o uguale ai sei anni assommavano a 28.557, dei quali 14.504 maschi e 14.053 femmine. Infine, coloro che erano in grado di saper almeno leggere e scrivere erano 287.058, dei quali 153.609 maschi e 133.449 femmine.